# DTS-CD

Logo von DTS Surround

Die DTS-CD (auch DTS Music Disc) ist eine Audio-CD, auf der bis zu sieben Kanäle im DTS-ES Discrete 6.1 Format mit 44,1 kHz Abtastrate gespeichert werden können. Ein ähnliches Verfahren ist mit AC-3-Inhalten möglich (AC-3 CD).

## Kodierung
Die DTS-CD wird zum Schutz etwaiger Stereosysteme mit 12 dB reduzierter Dynamik (14 bit Amplitudenauflösung pro Sample, 1.234 kbit/s Datenrate) kodiert, jedoch mit 16-bit (1.411 kbit/s) von herkömmlichen CD-Playern ausgelesen. Diese können in der Regel nur PCM dekodieren, sodass ein DTS-fähiger AV-Receiver z. B. per S/PDIF an den Player angeschlossen werden muss. Die meisten DTS fähigen DVD-Player unterstützen die korrekte Wiedergabe von Haus aus. Es lassen sich bis zu 80 Minuten Musik in 5.1 Surround Sound auf einer CD speichern.

## Herstellung
Mit dem SurCode DVD-DTS Encoder lassen sich bis zu 6 einzelne Mono-Wave-Dateien in eine 5.1-Wave-Datei kodieren. Die Codierung im DTS-ES Discrete 6.1 Format erfolgt  mit der DTS Surround Audio Suite oder der DTS-HD Master Audio Suite. Anschließend lassen sie sich wie gewöhnliche PCM-Audiodateien als Audio-CD brennen.

## Verbreitung
Kommerziell wird die DTS-CD fast nicht vertrieben, weil DVD-Audio die Auswahl zwischen mehreren Tonspuren ermöglicht. Die im Kino zum Einsatz kommenden CDs mit DTS-Filmton unterscheiden sich in ihrer Struktur zur DTS-CDs (APT-X100 Kompression).

## Wiedergabe an Computern
Am Computer können DTS-Wave-Dateien nur durch wenige Programme korrekt wiedergegeben werden. Als Beispiel unterstützt der VLC media player die meisten DTS-Dateien. Eine andere Möglichkeit ist die direkte Ausgabe, z. B. über S/PDIF oder HDMI an einen externen Decoder(AV-Receiver).

## Vorteile
- Im Gegensatz zu anderen Raumklangformaten, wie die Super Audio-CD oder DVD-Audio, die gesonderte Spieler benötigen, ist die DTS-CD zu den meisten CD-Spielern kompatibel und benötigt nur einen CD-Spieler mit Digitalausgang sowie einen DTS-Decoder, der heutzutage in die meisten Heimkino-Anlagen bereits integriert ist.
- Im Vergleich zu Mehrkanalton, der im Stereoton Matrix codiert ist und mit einem Matrix Decoder (etwa Dolby Pro Logic, DTS NEO:6) decodiert wird, bietet die DTS-CD im Raumklang keine qualitativen Abstriche.
- DTS-CDs sind Red-Book-konform, also als „normale“ Audio-CDs handhabbar.
- Dank größerer Datenrate qualitativ der AC-3 CD überlegen.

## Nachteile
- Wenn die DTS-CD in normalen CD Playern abgespielt werden, ist nur ein Rauschen zu hören. In einzelnen Fällen können Lautsprecher bei hoher Lautstärke dabei Schaden nehmen.
- Nicht alle Musikanlagen mit DTS Decoder unterstützen die korrekte Wiedergabe, gerade bei Autoradios mit DVD Wiedergabeunterstützung kann es zu Problemen kommen.
- DTS-Encoder Programme sind teuer in der Anschaffung, so dass die Eigenherstellung schwieriger als bei AC-3-CDs ist.
- Crossfading, Dithering und Equalizing der DTS-Rohdaten ist nur bei vorherigem dekodieren möglich, was zu Qualitätsverlust führt.